# André Gaudin
Charles André Gaudin (Levallois-Perret, 1º febbraio 1875 – Parigi, 19 aprile 1926) è stato un canottiere francese.

## Carriera
Gaudin partecipò all'Olimpiade 1900 di Parigi dove vinse la medaglia d'argento nella gara di singolo alle spalle del connazionale Hermann Barrelet.
Fu affiliato al SNBS, squadra di canottaggio di Courbevoie.

## Palmarès
| Anno | Manifestazione | Sede   | Evento                | Risultato | Note |
| ---- | -------------- | ------ | --------------------- | --------- | ---- |
| 1900 | Olimpiadi      | Parigi | Canottaggio - Singolo | Argento   |      |